# Plattegrond van Amsterdam in 1625
Plattegrond van Amsterdam in 1625 is een plattegrond van Amsterdam door de Noord-Nederlandse cartograaf en prentkunstenaar Balthasar Florisz. van Berckenrode.

## Voorstelling
Het stelt de stad Amsterdam voor in het jaar 1625. Met een hoogte van 140 centimeter en een breedte van 160 is het de grootste 17e-eeuwse plattegrond van Amsterdam. Ook is het de meest gedetailleerde en de meest uitbundig gedecoreerde. De randdecoratie bestaat uit verschillende cartouches en afbeeldingen waarin Amsterdam wordt aangeprezen als hét nieuwe Europese handelscentrum. Dit begint al in de titel: ‘Amstelredamum emporium Hollandiae primarium totiusque Europae celeberrimum’ (Amsterdam, de voornaamste handelsplaats van Holland en de meest gevierde van heel Europa). De plattegrond werd uitgegeven in het jaar dat de Derde Uitleg (stadsuitbreiding) van Amsterdam werd voltooid. Ten opzichte van 1578, het jaar van de Alteratie, was de stad in omvang meer dan verdubbeld.

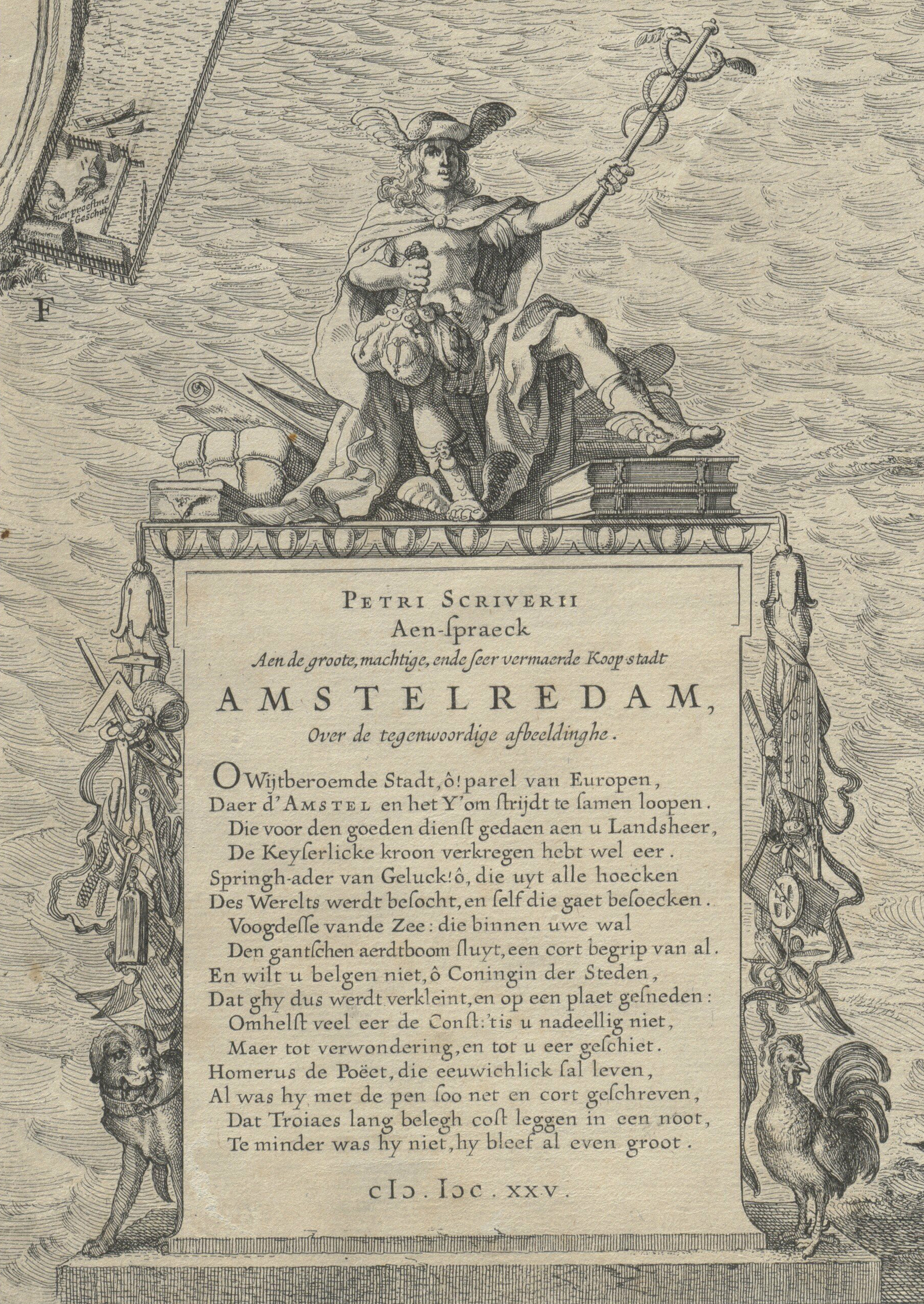
Detail: Aen-spraek aen de groote, machtige, ende seer vermaerde Koopstadt Amstelredam, over de tegenwoordige afbeeldinghe door Petrus Scriverius.

Linksonder bevindt zich een grote gedenksteen met daarbovenop de god van de handel, Mercurius, zittend op een stapel balen, kisten en boeken. In zijn rechterhand houdt hij een goedgevulde, driedubbele geldbuidel vast; in zijn linkerhand wijst hij met zijn Mercuriusstaf naar de stad. Links en rechts van de gedenksteen hangen allerlei attributen van handel en navigatie, zoals een passer, een wastafeltje en een astrolabium. De hond en de haan staan symbool voor trouw en waakzaamheid. Op de gedenksteen is een lofzang op de ‘groote, machtige, ende seer vermaerde Koopstadt’ door de schrijver Petrus Scriverius "gebeiteld".

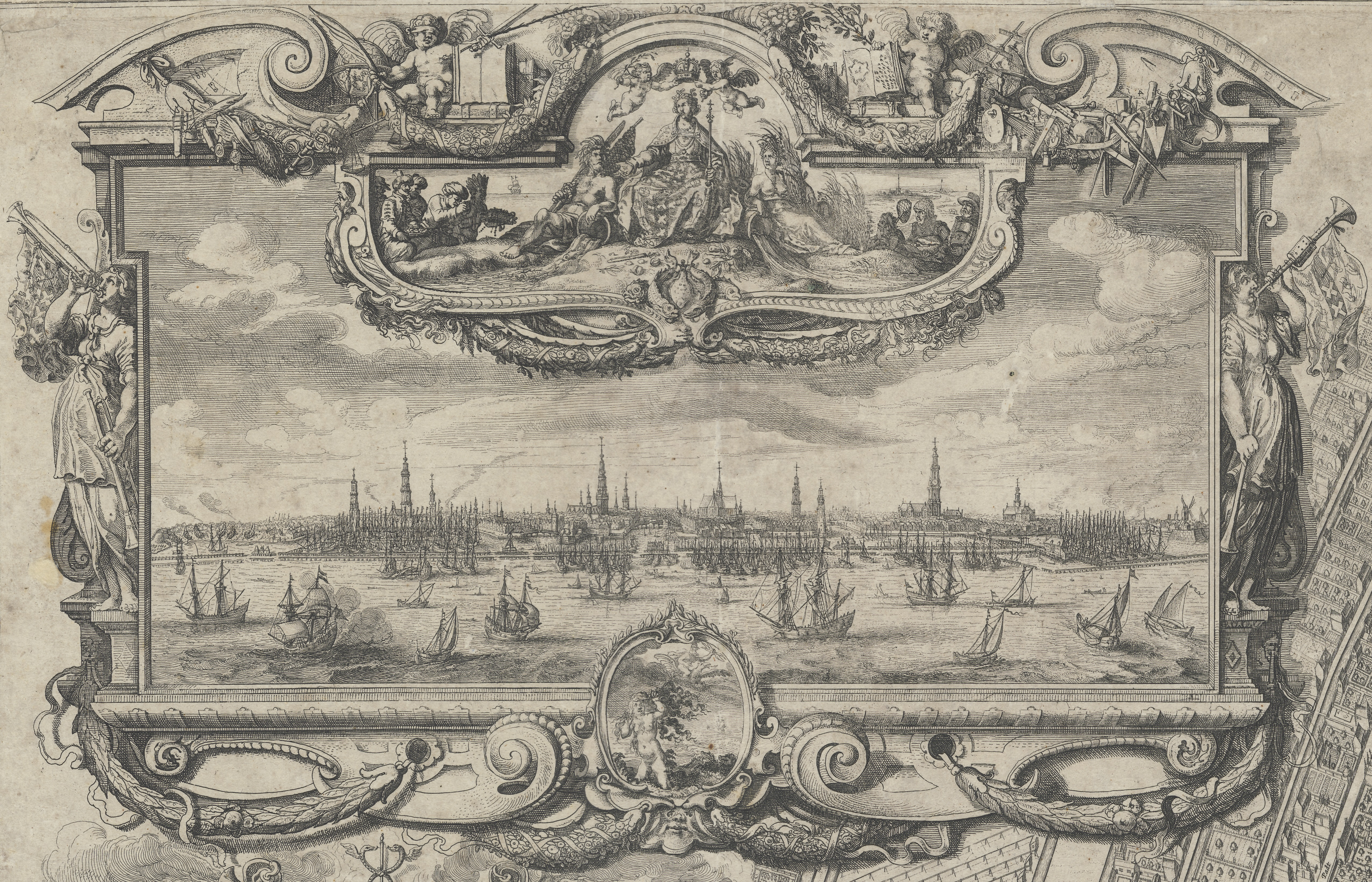
Detail: stadsprofiel van Amsterdam met middenonder Venus Anadyomene en middenboven de stedemaagd Amsterdam.

Linksboven is een tweede gedicht door Scriverius afgedrukt, maar nu in het Latijn en in een cartouche versierd met rolwerk. In dit gedicht vergelijkt Scriverius Amsterdam met Venus Anadyomene, Venus die oprijst uit de zee. Boven dit gedicht is het stadsprofiel van Amsterdam afgebeeld met alle oude en nieuwe torenspitsen van kerken en andere gebouwen duidelijk herkenbaar. In de randversiering is middenonder een pasgeboren Venus afgebeeld, die haar natte haren uitwringt. Middenboven bevindt zich een allegorie op Amsterdam als stedenmaagd tussen de stroomgoden Amstel en IJ. Ze wordt door twee putti gekroond met de keizerskroon. Helemaal rechts komen Hollandse vissers en boeren haar vis en kaas aanbieden; helemaal links bieden Aziatische en Amerikaanse personen haar specerijen en juwelen aan. Links- en rechtsboven houden tussen twee voluten twee putti festoenen vast bestaande uit attributen van handel, navigatie, nijverheid en kunst. Links en rechts van het profiel steken twee vrouwenfiguren letterlijk de loftrompet op Amsterdam.
Boven bevinden zich de wapens van Holland en Amsterdam. De eerste met gravenkroon tussen twee hermen en de tweede met keizerskroon tussen twee klimmende leeuwen. Rechtsboven is een bijkaart afgebeeld met de directe omgeving van Amsterdam, met name Waterland en Amstelland. Dit kaartje is omgeven door attributen van het platteland. Op de bovenrand karnen putti boter tussen een groot aantal landbouwwerktuigen. Op de onderrand liggen bolle en platte kazen uitgestald met daartussen ramskoppen en een koeienkop. Met hun bek houden ze festoenen vast bestaande uit knollen, wortels en rapen.
Rechtsmidden bevindt zich een overzicht met twee lijsten met straatnamen: één lijst voor de nieuwe zijde (ten westen van het Damrak-Rokin, op de plattegrond rechts) en één voor de oude zijde (ten oosten van deze lijn, op de plattegrond links). Dit overzicht wordt helemaal onderin afgesloten door een colofon in het Latijn met vermelding van een zesjarig privilege (alleenrecht voor de uitgave van de plattegrond), verleend door het stadsbestuur van Amsterdam.

Hanc tabulam Florentißimae Vrbis / Summâ diligentiâ & arte pinxit, / atque aere expreßit, / Balthazar Florentius Batavvs / Sumptibus / Philippi Molevlieti Zelandi / Apud quem prostant exemplaria / Amstelredami / CIƆ IƆ XXV. / Cum Privilegio sexennium(Balthazar Florentius de Bataaf heeft deze kaart van de[ze] bloeiendste stad met de hoogste ijver en kunst geschilderd [= afgebeeld] en in koper uitgedrukt, op kosten van Philippus Molevlietus van Zeeland, waarbij ze de afdrukken aanbieden aan [de stad] Amsterdam [in het jaar] 1625. Met zesjarig privilege.)

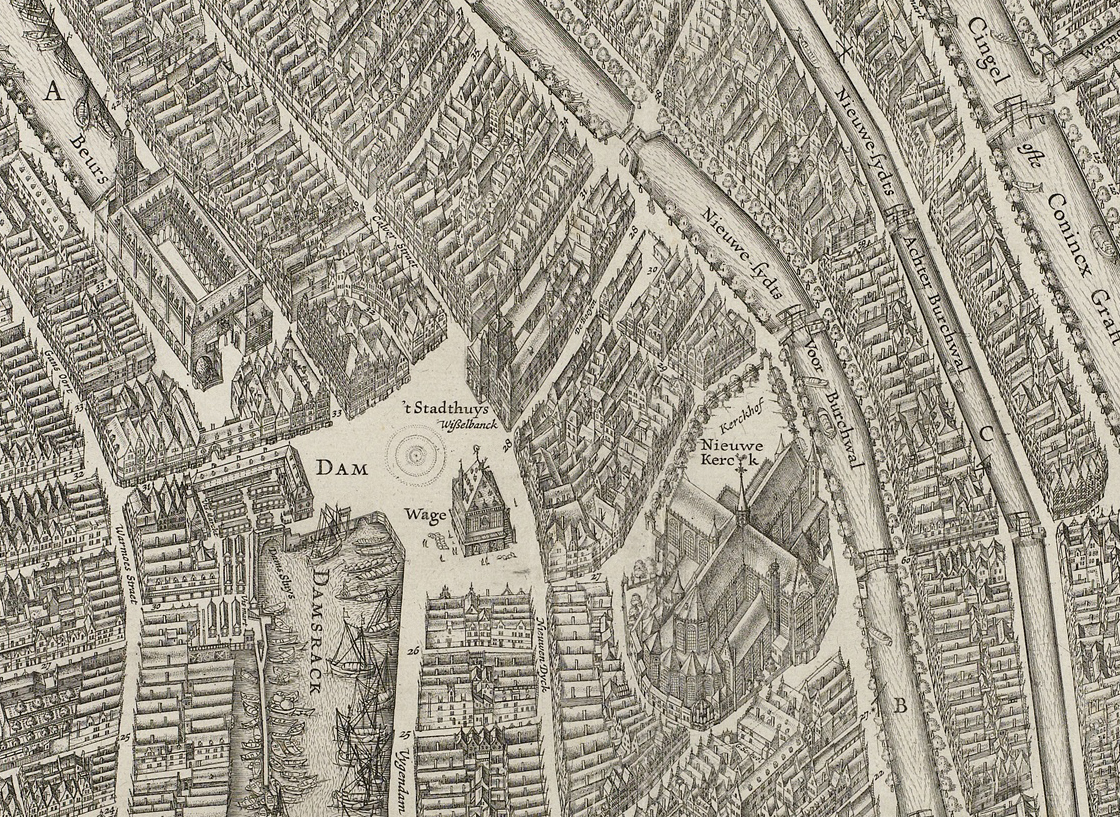
Detail: de Dam en omgeving

Linksmidden bevindt zich een hermefiguur met in het Latijn een beschrijving van zes afzonderlijke stadsuitbreidingen, die van elkaar onderscheiden worden door de letters A tot en met F. De letters A, B en C geven de omvang weer van het "Amstelredamus vetus" (het oude Amsterdam) tussen de Oudezijds en Nieuwezijds Voorburgwal en de Oudezijds en Nieuwezijds Achterburgwal (nu Spuistraat). De letter D toont de stadsuitbreiding van na 1482 (Singel, Kloveniersburgwal en Geldersekade), E de stad na de eerste en tweede uitleg (1585-1595) en F de stad na de derde uitleg, die in 1625 werd voltooid. Door de ontwikkeling van Amsterdam op die manier weer te geven heeft de plattegrond ook een historisch aspect.
Rechtsonder bevindt zich een zelfde soort gedenksteen als linksonder met daarop de schaal in Rijnlandse roeden en een windroos die de vier windrichtingen aangeeft. Op de steen rijdt de god van de scheepvaart, Neptunus, op een dolfijn, met in zijn rechterhand een scheepsmodel en in zijn haar een stuk koraal. Aan de bovenplint van de steen hangen weer allerlei attributen uit de scheepvaart en de navigatie. Aan de voet staan een aardglobe en een hemelglobe. Middenonder bevindt zich verder nog het geheimzegel van Amsterdam ("sigilum secretum opi. amstelredamensis"), gevat in rolwerk en vastgehouden door twee wildemanen, elk staand naast een knielende vrouw. Op de sokkel is in het Latijn een opdracht van Molevliet en Van Berckenrode aan het stadsbestuur afgedrukt.

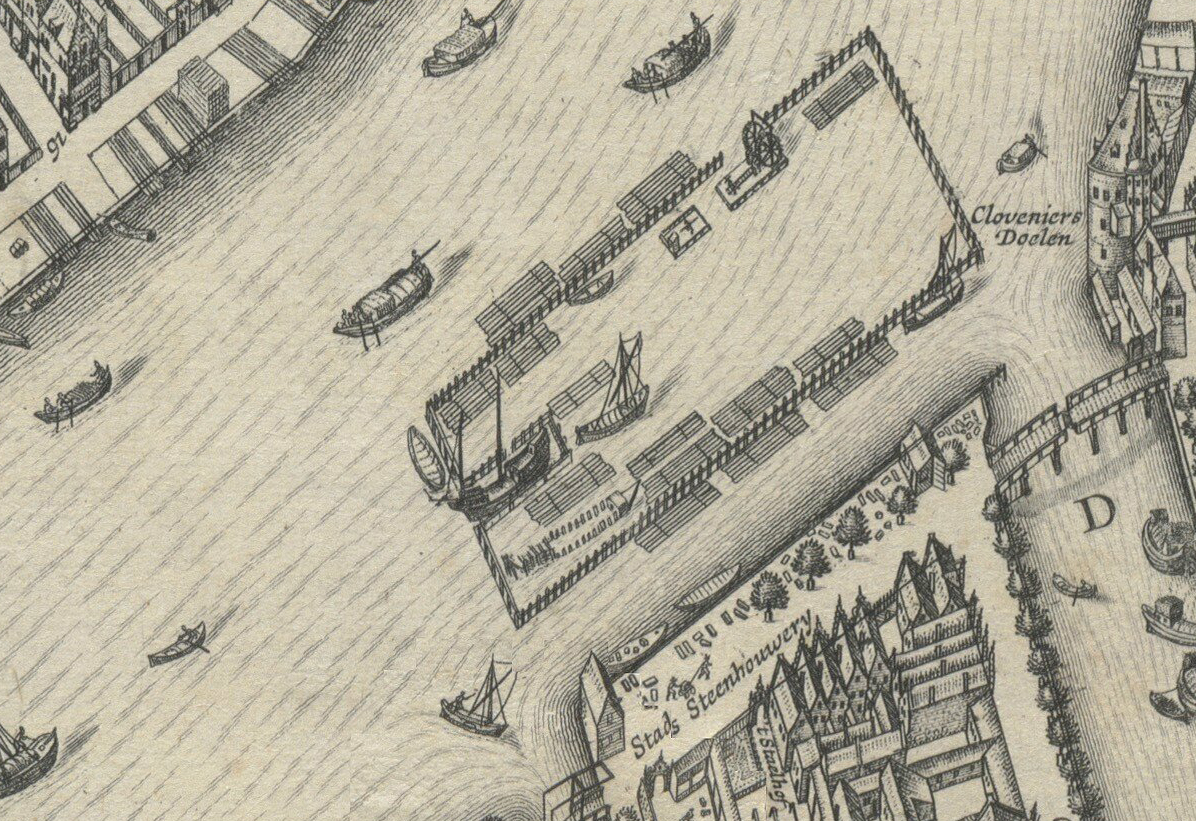
Detail: wrak van een Spaanse galei

De plattegrond zelf is tot in het kleinste detail uitgewerkt. Naast gebouwen, straten en grachten bevat de plattegrond ook allerlei roerende zaken, zoals vaartuigen, hijskranen en windassen. Om aan te geven dat Amsterdam een nijvere handelsstad was zijn op de kades balen met goederen en stapels hout afgebeeld. Op het eiland Rapenburg wordt een schip te water gelaten, terwijl elders talloze schepen in aanbouw zijn. Tegenover de ‘Stads Steenhouwery’, op de plek waar tegenwoordig de Halvemaansbrug het 's-Gravelandseveer met de Halvemaansteeg verbindt, bevindt zich het wrak van een Spaanse galei. Deze galei werd in 1604 samen met negen andere galeien buitgemaakt op de Spanjaarden door prins Maurits tijdens Beleg van Sluis. Het exemplaar in Amsterdam werd daar als oorlogsbuit tentoongesteld, maar werd al snel door de Amsterdammers gebruikt als bron voor kachelhout, zodat in 1625 alleen nog de spanten overgebleven waren.

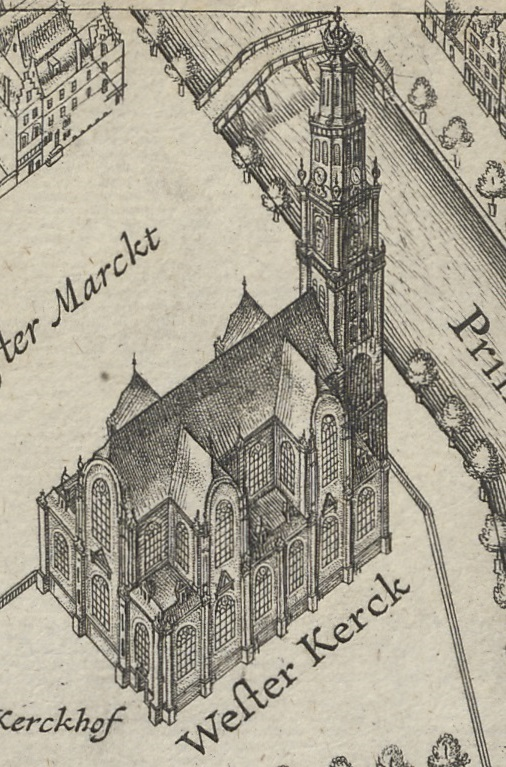
Detail: Westerkerk.

Van Berckenrode veroorloofde zich wel een paar vrijheden. De Westerkerk, bijvoorbeeld, was in 1625 nog in aanbouw, maar Van Berckenrode laat de kerk in voltooide staat zien volgens de toenmalige bouwplannen. Op die manier laat die kerk op de plattegrond wolfsdaken op de topgevels zien. Bij de restauratie werd ontdekt dat deze afgeschuinde hoeken wel gemaakt zijn, maar nog tijdens de bouw werden vervangen door topgevels met frontons. Ook de spits van de Westertoren werd uiteindelijk anders uitgevoerd dan op de plattegrond te zien is.

## Toeschrijving en datering
Als maker wordt op de plattegrond vermeld de cartograaf en prentmaker Balthasar Florisz. van Berckenrode. Als financier – lees uitgever – wordt vemeld "Philippi Molevlieti Zelandi" (Philips Molevliet uit Zeeland) en als auteur van de twee lofdichten de oudheidkundige en dichter Petrus Scriverius. Van Berckenrode moet zeker twee jaar aan de plattegrond gewerkt hebben. Op 20 december 1623 werd het privilege verleend, terwijl de kaart in 1625 voor het eerst werd uitgegeven. Of de stad de plattegrond mede heeft gefinancierd is onbekend. Wel had Van Berckenrode goeden banden met leden van de Amsterdamse regentenfamilie Pauw, die na de Alteratie belangrijke posities innamen in het stadsbestuur. Volgens een rekening van de thesauriers uit 1625 ontving Philip Molevliet 300 gulden voor 16 exemplaren van de plattegrond.

## Techniek
Toen Van Berckenrode de plattegrond maakte had hij weinig voorbeelden. De voorbeelden die hij had – de vogelvluchtkaart van Amsterdam van Cornelis Anthonisz. en de plattegrond van Amsterdam uit 1597 van Pieter Bast – waren in 1625 sterk verouderd. De stad was in de tussenliggende periode niet alleen flink gegroeid, ook een groot aantal houten voorgevels was inmiddels vervangen door stenen exemplaren. Van Berckenrode koos er dan ook voor de stad zelf opnieuw op te meten. Dit deed hij waarschijnlijk op dezelfde manier als zijn voorgangers: met behulp van driehoeksmetingen en directe metingen. De plattegrond werd "opgevolgd" door die van Daniël Stalpaert, maar deze en latere plattegronden zijn veel eenvoudiger van opzet.

## Uitgaven

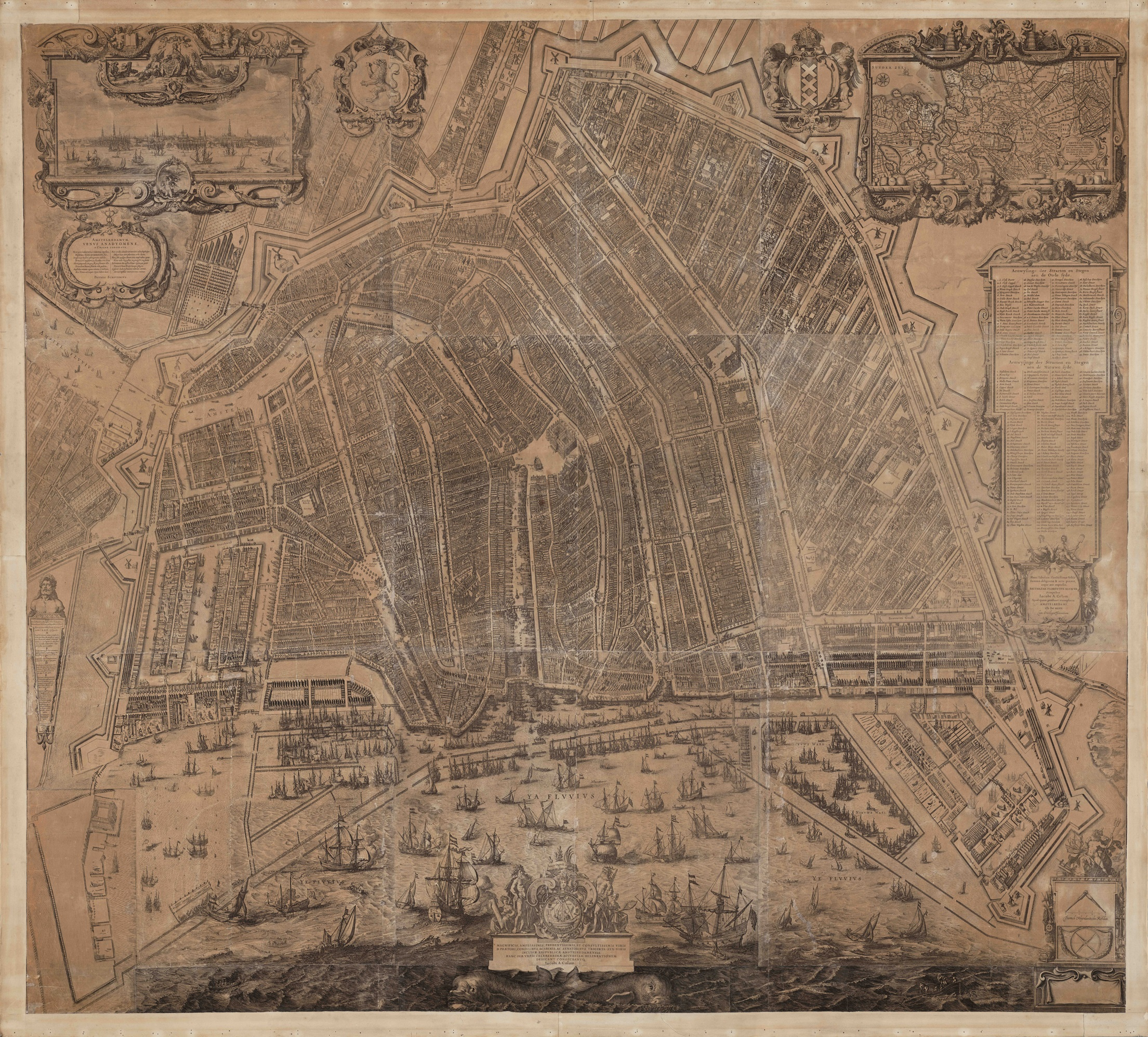
Balthasar Florisz. van Berckenrode en een anonieme prentkunstenaar, uitgegeven door Jacob Aertsz. Colom. Plattegrond van Amsterdam. Ca. 1657.

Van de plattegrond zijn twee uitgaven en twee herdrukken bekend. Deze zijn van elkaar te onderscheiden aan de hand van de titelstrook, het colofon en de invulling en uitbreiding van de plattegrond zelf. De eerste uitgave werd gedrukt van negen koperplaten. De titelstrook in drie delen werd apart gedrukt. Hiervan zijn slechts enkele afdrukken bewaard gebleven: twee in de Universiteitsbibliotheek Leiden (boven blad 1 en 2) en één in het Stadsarchief Amsterdam (boven blad 3). Van de tweede uitgave is slechts één exemplaar bewaard gebleven. Deze is in het bezit van de Universiteit van Amsterdam (afdeling Bijzondere Collecties). Dit exemplaar bevat de volledige titelstrook met de toevoeging "Ao 163[.]", wat betekent dat de tweede uitgave ergens in de jaren '30 uitgegeven werd.

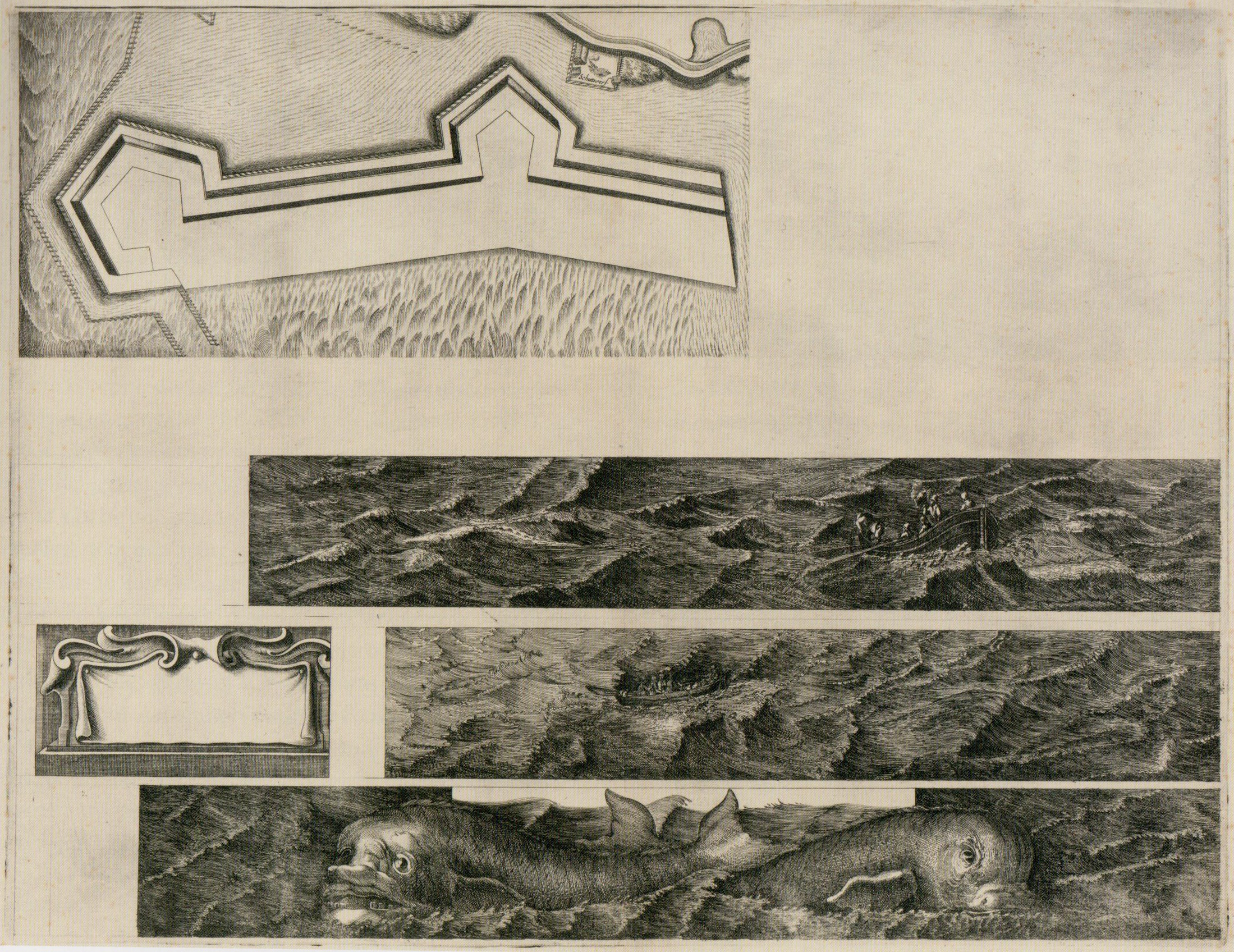
Anoniem. Proefdruk van vijf nieuwe kaartbladen. 1647 of ca. 1657.

Na de dood van Van Berckenrode kwamen de koperplaten in het bezit van de uitgever Jacob Aertsz. Colom. Deze verving in het colofon de naam van Molevliet door "Sumptibus Iacobi A. Colom" (op kosten van Jacobus A. Colom) en gaf als jaartal op "CIƆ IƆ XLVII" (1647). In de opdracht middenonder verving hij zowel de naam van Molevliet als Van Berkenrode door zijn eigen naam in foutief Latijn "Iacobi A. Colom". Ook liet Colom allerlei recente bebouwing toevoegen, met name in de Jordaan, rond de Haarlemmerdijk en op de Westelijke Eilanden.
Omstreeks 1657 gaf Colom een tweede herdruk van de plattegrond uit. Hierop is te zien dat er al een begin gemaakt is met de vierde uitleg. Linksonder is het eiland Kattenburg aangeplempt met daarop 's Lands Zeemagazijn (1655-1656). Deze toevoeging paste niet op de negen koperplaten van Van Berckenrode. Daarom moest Colom de plattegrond onder uitbreiden met een golvende watermassa met in het midden twee elkaar kruisende dolfijnen. Verder liet Colom in het midden het nieuwe stadhuis (nu Paleis op de Dam) ingraveren. Wie verantwoordelijk is voor de toevoegingen in deze herdrukken is onbekend, maar het graveerwerk is van beduidend mindere kwaliteit dan dat van Van Berckenrode.